# ميشيل جورمان
ولد مايكل جورمان عام 1941 بلندن و درس في الكلية التقنية (الآن جامعة غرب لندن ) في الفترة من 1964- 1966 وقد درس المكتبات بالولايات المتحدة وبريطانيا وعمل من عام 1966- 1977 رئيس قسم الفهرسة بالببليوجرافيا الوطنية البريطانية و عضو مجلس إدارة المكتبة البريطانية بأمانة التخطيط و رئيس مكتب المعايير الببليوجرافية بالمكتبة البريطانية وعمل من عام 1977 – 1988 بمكتبة جامعة إلينوي بأوروبا و مدير الخدمات التقنية و مدير الخدمات العامة. وكان أول محرر لقواعد الفهرسة الأنجلو أمريكية.